# Beaulieu, Hampshire
Beaulieu (engelskt uttal: [ˈbjuːli] lyssna (fil)) är en ort och civil parish i  New Forest i Hampshire i England. Orten hade 806 invånare (2011).